# Oneus
Oneus (kor. 원어스) – południowokoreański boysband założony w 2016 roku przez RBW. Grupa oficjalnie zadebiutowała 9 stycznia 2019 roku, wydając minialbum Light Us. W skład zespołu wchodzą: Seoho, Leedo, Keonhee, Hwanwoong oraz Xion.

## Historia

### 2017–2018: Przed debiutem
Przed debiutem w zespole Seoho (wtedy znany jako Gunmin), Keonhee oraz Hwanwoong wzięli udział w drugiej edycji programu Produce 101 Season 2 w 2017 roku. W drugiej połowie 2017 roku Ravn oraz Seoho wzięli udział jako stażyści RBW w survivalowym programie Mix Nine wyprodukowanym przez YG. Leedo także uczestniczył w programie lecz nie udało mu się przejść pierwszego przesłuchania.
Na początku 2018 roku Keonhee, Hwanwoong, Ravn, Seoho oraz Xion zostali przedstawieni jako przeddebiutowa grupa RBW Boyz, do której w marcu tego samego roku dołączył Leedo. W lipcu 2018 roku nazwa ich grupy została zmieniona na Oneus. 27 września Oneus, wraz z Onewe, wydali utwór „Last Song”.

### 2019: Debiut zLight Us
Debiutancki minialbum, zatytułowany Light Us, został wydany 9 stycznia, razem z teledyskiem do głównego singla „Valkyrie” (kor. 발키리 (Valkyrie)). Kolejny minialbum, Raise Us, ukazał się pod koniec maja. Głównym singlem z płyty był „Twilight” (kor.태양이 떨어진다 (Twilight)).
21 czerwca zapowiedziano pierwsze koncerty Oneus w Japonii – „2019 Oneus Japan 1st Live: 光差” odbył się 28 lipca w Zepp Namba w Osace i 25 sierpnia w Zepp DiverCity w Tokio. Następnie W sierpniu ukazał się ich debiutancki japoński singel pt. „Twilight”; zajął 4. pozycję na liście singli Oriconu.
Trzeci minialbum, Fly with Us, został wydany 30 września. Płytę promował singel „Lit” (kor. 가자 (LIT)). W listopadzie 2019 roku Oneus odbyli swoją pierwszą trasę koncertową w USA w celu promocji płyty. Wystąpili w sześciu miastach: w Nowym Jorku, Chicago, Atlancie, Dallas, Minneapolis i w Los Angeles.
18 grudnia grupa wydała w Japonii swój drugi singel pt. „808”, który uplasował się na 3. pozycji na liście singli Oriconu.

### 2020:In Its Time', udział wRoad to KingdomiLived
10 stycznia 2020 roku w Yes 24 Live Hall w Seulu odbył się fanmeeting Oneus 1st Anniversary 'Our Moment'.
Seria japońskich koncertów pt. 2020 Oneus Japan 2nd Live: Fly With Us Final odbyła się w Osace w dniach 8–9 lutego i Chibie w dniach 15–16 lutego. W konceach wzięło udział 2200 osób w Osace i 3800 w Chibie.
20 marca ogłoszono, że grupa weźmie udział w telewizyjnym konkursie stacji Mnet – Road to Kingdom. 12 czerwca ukazała się ich piosenka „Come Back Home”, wydana na finał programu, podczas którego zajęli czwarte miejsce.
24 marca grupa wydała swój pierwszy single album zatytułowany In Its Time z głównym utworem „A Song Written Easily” (kor. 쉽게 쓰여진 노래 (A Song Written Easily)).
14 sierpnia ukazał się czwarty minialbum Lived, z głównym singlem „To Be Or Not To Be”.
1 grudnia Oneus wydali swój pierwszy cyfrowy singel „Bbusyeo” (kor. 뿌셔 (BBUSYEO)).

## Członkowie

### Obecni
| Pseudonim   | Pseudonim | Prawdziwe imię | Prawdziwe imię | Data urodzenia        | Pozycja                           |
| Latynizacja | Hangul    | Latynizacja    | Hangul         | Data urodzenia        | Pozycja                           |
| ----------- | --------- | -------------- | -------------- | --------------------- | --------------------------------- |
| Seoho       | 서호      | Lee Seo-ho     | 이서호         | 7 czerwca 1996(dts)   | główny wokal                      |
| Leedo       | 이도      | Kim Gun-hak    | 김건학         | 26 lipca 1997(dts)    | główny rap, wokal wspierający     |
| Keonhee     | 건희      | Lee Keon-hee   | 이건희         | 27 czerwca 1998(dts)  | główny wokal                      |
| Hwanwoong   | 환웅      | Yeo Hwan-woong | 여환웅         | 26 sierpnia 1998(dts) | główny tancerz, wokal wspierający |
| Xion        | 시온      | Son Dong-ju    | 손동주         | 10 stycznia 2000(dts) | wokal wspierający, maknae         |

### Byli
| Pseudonim   | Pseudonim | Prawdziwe imię | Prawdziwe imię | Data urodzenia       | Pozycja                         |
| Latynizacja | Hangul    | Latynizacja    | Hangul         | Data urodzenia       | Pozycja                         |
| ----------- | --------- | -------------- | -------------- | -------------------- | ------------------------------- |
| Ravn        | 레이븐    | Kim Young-jo   | 김영조         | 2 września 1995(dts) | główny raper, wokal wspierający |

## Dyskografia

### Albumy studyjne
- Devil (2021)

### Minialbumy
- Light Us (2019)
- Raise Us (2019)
- Fly with Us (2019)
- Lived (2020)
- Binary Code (2021)
- Blood Moon (2021)
- Trickster (2022)
- Malus (2022)

### Single album
- In Its Time (2020)

### Single
Koreańskie
- „Valkyrie” (kor. 발키리) (2019)
- „Twilight” (kor. 태양이떨어진다) (2019)
- „Lit” (kor. 가자) (2019)
- „A Song Written Easily” (kor. 쉽게 쓰여진 노래) (2020)
- „To Be Or Not To Be” (2020)
- „No Diggity” (kor. 반박불가) (2021)
- „Black Mirror” (2021)
- „Luna” (kor. 월하미인 (月下美人: Luna)) (2021)
- „Bring It On” (kor. 덤벼) (2022)
- „Same Scent” (2022)

Japońskie
- „Twilight” (2019)
- „808” (2019)
- „Dopamine” (2022)

Współpraca
- „Last Song” (z Onewe) (2018)